# Gianni Averaimo
Gianni Averaimo (Gênova, 10 de setembro de 1966) é um jogador de polo aquático italiano, campeão olímpico.

## Carreira
Gianni Averaimo fez parte da geração de ouro italiana no polo aquático, campeão olímpico de Barcelona 1992.